# Johanna Westerdijk
Johanna Westerdijk (pronunciación en neerlandés: /joːˈɦɑnaː ˈʋɛstərˌdɛik/; Nieuwer-Amstel, 4 de enero de 1883-Baarn, 15 de noviembre de 1961) fue una micóloga y fitopatóloga neerlandesa cuyo trabajo se centró en el estudio de numerosas enfermedades vegetales. Tuvo una carrera prolífica durante la cual escribió más de 60 publicaciones científicas que abordaban enfermedades fúngicas, bacterianas e incluso víricas de plantas.
Fue miembro de la Sociedad Linneana de Londres y de la Real Academia de las Ciencias Neerlandesa. Presidió la Federación Internacional de Mujeres Universitarias, así como la Sociedad Fitopatológica Neerlandesa desde 1945 a 1951. Gracias a su liderazgo en esta institución el gobierno de Países Bajos la nombró Caballero de la Orden del León Neerlandés. También fue nombrada Caballero de la Orden de Santiago da Espada por parte del gobierno de Portugal. En 1953 recibió la Medalla Otto Appel destinada a fitopatólogos destacados. Más tarde en 1957 fue investida Doctora Honoris Causa en la Universidad de Upsala (Suecia) y posteriormente en 1958 en la Universidad Justus Liebig de Giessen (Alemania).
Johanna sirvió de guía intelectual para numerosos biólogos que se interesaron en fitopatología como ciencia, lo que aumentó el número de estudiantes de doctorado en su laboratorio en Baarn. Al momento de retirarse había dirigido, al menos, 56 tesis doctorales. Gracias a su personalidad, el ambiente estimulante y los cursos prácticos que impartía en el laboratorio, recibió a numerosos estudiantes de otras universidades del país, así como a micólogos y fitopatólogos que elegían su laboratorio para realizar estancias de investigación. Muchos de los discípulos de la Doctora Westerdijk han seguido sus pasos en el estudio de las enfermedades vegetales en todo el mundo.

## Primeros años y educación
Durante su infancia los libros escritos por Eli Heimans y Jacobus Thijesse despertaron su amor por la naturaleza, a esto se le sumaba su pasión por la literatura y la música. En la escuela se negaba a hacer las tareas que hacían las demás niñas, como coser. Intentó convertirse en pianista profesional, sin embargo, una neuritis en un brazo se lo impidió. También tenía gran interés por la botánica, por lo que a los 17 años entró en la Universidad de Ámsterdam, donde asistió a las ponencias del gran botánico Neerlandés de la época, Hugo de Vries.
Tras finalizar sus estudios en Ámsterdam, decidió abandonar su ciudad natal para continuar formándose en la Universidad de Munich (Alemania) en el laboratorio del Profesor Karl von Goebel. Más tarde se trasladó a Zurich (Suiza) donde llevó a cabo su tesis doctoral “Sobre la regeneración de los musgos” (“Zur Regeneration der Laubmoose”), bajo la dirección del Profesor Hans Schniz. En ella discutía los aspectos sobre el crecimiento de diferentes especies de musgos en diferentes condiciones ambientales y nutricionales. Gracias a este trabajo consiguió el título de Doctora cum laude en 1906 a la edad de 23 años.

## Carrera
En el año 1894 se fundó en Ámsterdam el Laboratorio de Fitopatología Willie Commelin Scholten (Laboratorio WCS). El Profesor Jan Ritzema Bos, el mayor experto en fitopatología del país, se convirtió en el primer director de dicho laboratorio, a petición de Hugo de Vries. Sin embargo, durante los primeros años de funcionamiento bajo la dirección de Ritzema Bos, quien veía la fitopatología como una ciencia aplicada a resolver los problemas de los agricultores, en el Laboratorio WCS a penas se publicaba nuevo conocimiento en revistas científicas, simplemente notas y boletines destinados a informar a los granjeros. En 1904 la Escuela Superior Agrícola de Wageningen pasó a ser la Universidad Agrícola de Ciencias Aplicadas. En 1905 de Vries y el Profesor Frits Went, convencieron a Ritzema Bos para que se trasladara allí, mientras que ellos buscaban un sucesor que dirigiera al Laboratorio WCS hacia una investigación básica, acorde con el objetivo que tenían cuando fue fundado. Entre los candidatos al puesto se encontraba Johanna Westerdijk, antigua alumna de Hugo de Vries, que acababa de terminar el doctorado en Zurich y que finalmente sería nombrada, en 1906 con tan solo 23 años, directora del Laboratorio WCS. Este fue el inicio de su larga carrera, que se extendió hasta 1952.

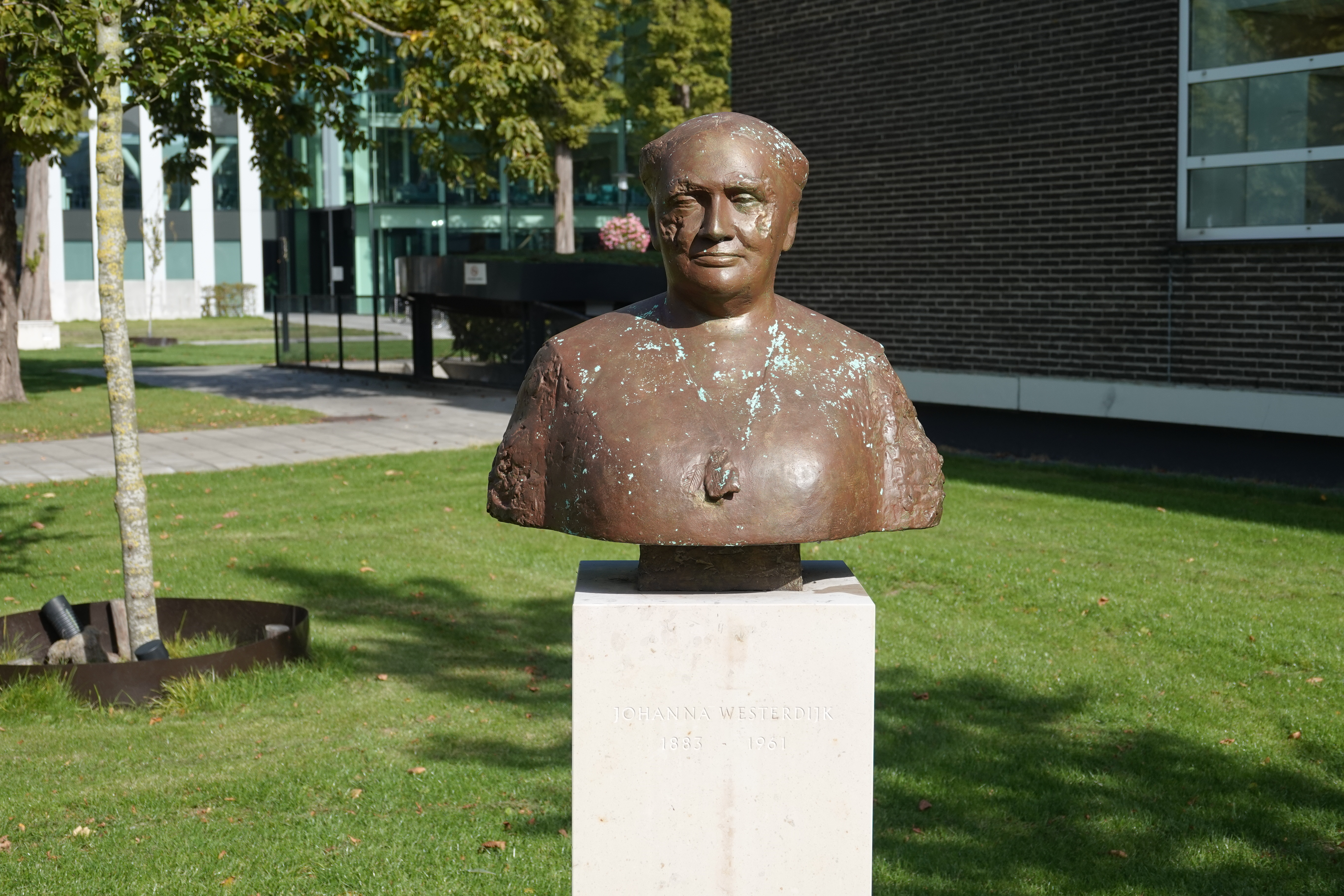
Busto de Johanna Westerdijk en el Instituto Westerdijk de Biodiversidad Fúngica

Tan solo un año después de ser nombrada directora, en 1907, Went le pidió que cuidara de una pequeña colección de cultivos fúngicos perteneciente a la Asociación Internacional de Botánicos. El objetivo de esta colección era servir como referencia a botánicos de todo el mundo, recibiendo y enviando cepas a quien lo solicitase con fines de investigación. De esta forma, Westerdijk se convirtió en directora de la Oficina Central de Cultivos Fúngicos, como se conocería tras la Primera Guerra Mundial. Durante su estancia al mando, la colección de cultivos llegó a alcanzar las más de 10000 cepas que representaban más de 6500 especies diferentes de hongos filamentosos, levaduras y bacterias. En el año 2017 esta institución pasó a llamarse Instituto Westerdijk de Biodiversidad Fúngica para conmemorar su legado.

### A la cabeza del Laboratorio Willie Commelin Scholten
En sus inicios en el Laboratorio WCS, continuó con la línea de investigación aplicada de su predecesor Ritzema Bos. En uno de los primeros estudios que llevó a cabo, trató de determinar el agente causal de la podredumbre de los bulbos de diferentes especies vegetales. Westerdijk aisló de bulbos infectados Sclerotium tuliparum y Botrytis parasitica, dos hongos implicados en la enfermedad. También estudió el marchitamiento de la remolacha, producida por el hongo Neocamarosporium betae.
En 1910 la Doctora Westerdijk, escribió el primer artículo de la serie de comunicaciones científicas que posteriormente se redactaron en el laboratorio de fitopatología. En esta publicación se puede apreciar el cambio de esta ciencia hacia un enfoque más experimental en el laboratorio, en lugar de un enfoque basado únicamente en observaciones de campo. En este estudio abordaba la enfermedad del mosaico del tomate. Con un diseño experimental en el que utilizaba el extracto de plantas infectadas para infectar controladamente plantas sanas, fue capaz de postular que la enfermedad estaba causada por un virus que se transmitía a través de las semillas, diferente al virus del mosaico del tabaco y específico de la especie que infectaba.
Su interés por las enfermedades tropicales le llevó a las Indias Orientales Neerlandesas. De 1913 a 1914 recorrió Sumatra y Java recopilando especímenes de cultivos tropicales con diferentes patologías, estudiando entre otros el hongo Agroathelia rolfsii, patógeno del tabaco en Sumatra y el oomicete Phytophthora infestans que infectaba a las patatas en Java. Tras su estancia en lo que hoy se conoce como Indonesia, emprendió la vuelta a Países Bajos, pasando por Japón y por Estados Unidos en 1915, donde quedó impresionada por la gran magnitud que alcanzaban allí las epidemias vegetales, ya que en Europa se daban en mucha menor medida.

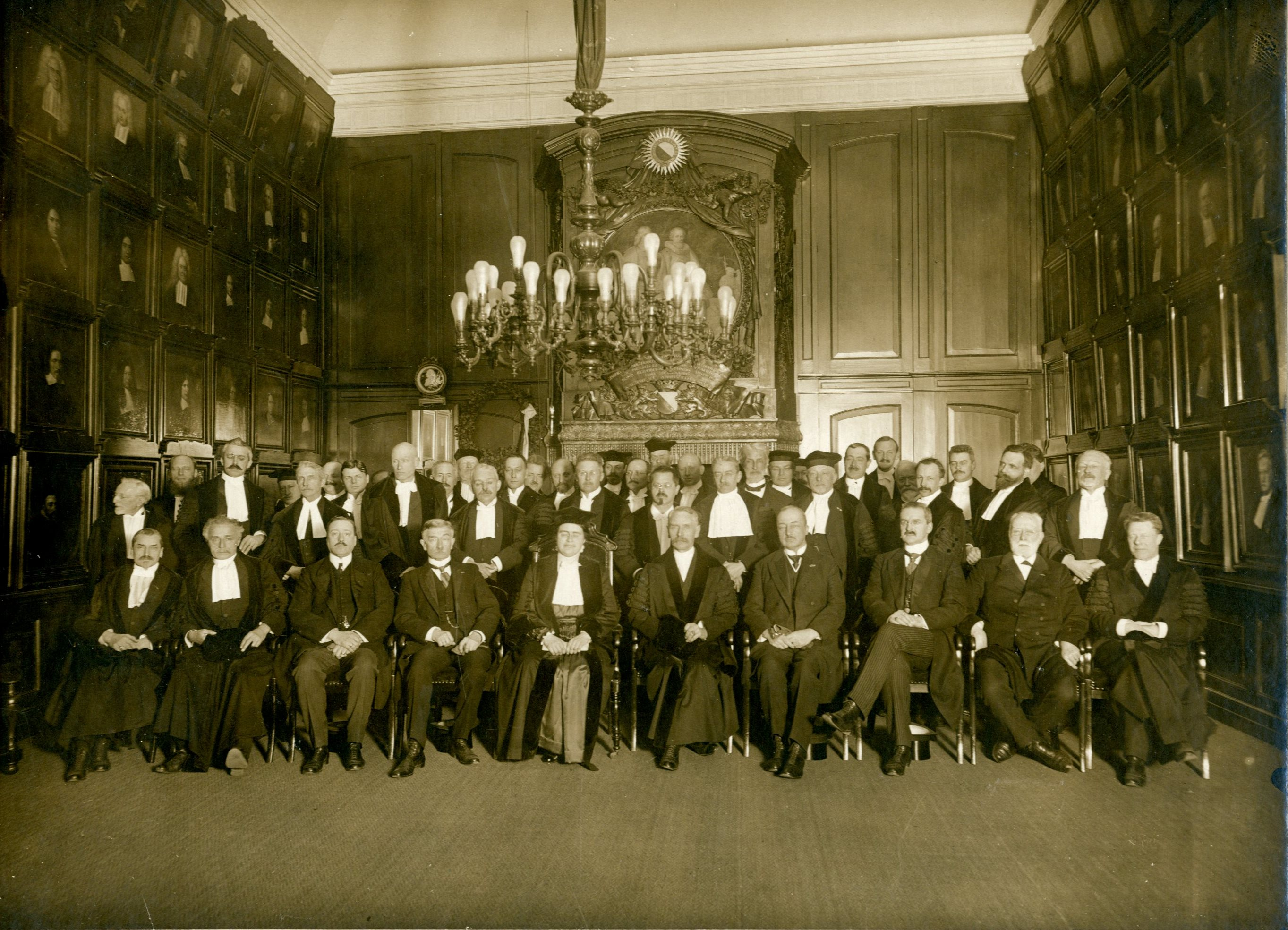
Retrato de grupo tras el discurso en el que la Dr. Westerdijk tomó posesión del cargo como Profesora en la Universidad de Utrecht en el año 1917

Desde su llegada al Laboratorio WCS y la Oficina Central de Cultivos Fúngicos, Westerdijk demostró la importancia de la investigación básica en el campo de las enfermedades vegetales y la micología. Tanto es así que en 1917 fue nombrada profesora en fitopatología en la Universidad de Utrecht, siendo la primera mujer profesora en Países Bajos, a la edad de 34 años. En 1930 también fue designada profesora en la Universidad de Ámsterdam.
Una de las mayores aportaciones de la Profesora Westerdijk a la fitopatología básica fue la proposición de un nuevo sistema de clasificación de las enfermedades vegetales. En el trabajo “La agrupación de enfermedades de las plantas causadas por hongos” escrito en 1919 junto con el fitopatólogo alemán Otto Appel, clasificaron las enfermedades según sus síntomas. Anteriormente la clasificación dependía de quien las estudiase, Ritzema Bos las clasificaba en función de la planta afectada, y los micólogos según la taxonomía de los hongos que las causaban. En esta obra, unificaron ciertos aspectos de ambos métodos para crear una guía con cinco grandes grupos de enfermedades, una contribución de gran utilidad para el estudio de la fitopatología.
Por aquel entonces el laboratorio había crecido mucho, y el espacio en Ámsterdam era tan limitado que Fritz Went propuso el traslado a una villa en Baarn (Países Bajos). Tras un acuerdo entre la Universidad de Ámsterdam y la Universidad de Utrecht, el traslado se hizo realidad a finales de 1920. Trabajó allí hasta que se retiró en 1952 y en todo este tiempo su productividad científica no bajó.
Finalmente, Johanna Westerdijk falleció en 1961 en su apartamento de la villa de Baarn, tras una carrera prolífica que sentó los cimientos de la fitopatología y la micología como hoy las conocemos. Su carácter, la calidad de su investigación y los logros académicos que alcanzó en una época en la que las mujeres tenían grandes dificultades para estudiar ciencias, hicieron de ella un ejemplo a seguir para sus estudiantes y sobre todo para las mujeres investigadoras que le sucedieron.

## La escuela de Baarn
En 1919 en Países Bajos se produjo una gran mortandad de los olmos de causa desconocida. Esta enfermedad atrajo toda la atención de la población por la importancia que este árbol tenía como símbolo del país. Botánicos expertos de toda Europa analizaron la situación y empezaron a especular con varias hipótesis. Tras detectarse la enfermedad la Profesora Westerdijk comenzó a trabajar en lo que sería su avance científico más importante. Junto a ella trabajaron numerosas mujeres que se unieron al Laboratorio WCS para desarrollar su Tesis Doctoral, y tuvieron un papel clave en la investigación. Debido a los grandes esfuerzos de los científicos del país se le dio el nombre de enfermedad holandesa del olmo en su honor.
Tres años después de los primeros casos, Barendina Spierenburg, colaboradora de Westerdijk, redactó el primer informe retrospectivo sobre la enfermedad. En él describía que el tronco de los árboles muertos presentaba una decoloración marrón en los anillos más externos. Además, las raíces de algunos de esos árboles parecían estar podridas y las hojas jóvenes y sanas de la copa se secaban y morían. Estos árboles se encontraban atestados de galerías con escarabajos, posteriormente identificados como Scolytus scolytus, y del material muerto se aislaron abundantes especies de hongos. Por el momento se desconocía el ciclo de la enfermedad, pero estaba claro que la etiología era fúngica.

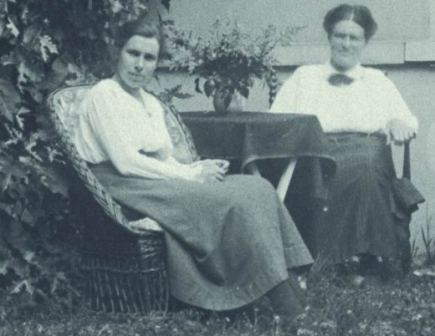
Johanna Westerdijk junto con su estudiante de doctorado Bea Schwarz en el año 1922

Marie Beatrice Schwarz la primera estudiante en recibir el título de Doctora bajo la dirección de la Profesora Westerdijk, estudió en paralelo a Spiereburg la enfermedad holandesa del olmo. Cultivó trozos de madera muerta en placas de agar y consiguió aislar una gran variedad de hongos. Uno de los que habitualmente encontraba era Ophiostoma ulmi, especie que se desconocía por aquel entonces. Tras el aislamiento de este hongo trató de reproducir la infección inoculándolo a través de cortes en el tronco de olmos sanos. Observó la decoloración marrón característica, pero no el marchitamiento de las hojas como ocurría de forma natural. Ophiostoma ulmi era indudablemente el agente causal, pero el modo de entrada y de desarrollo de la patología era desconocido.
La Doctora Christine Buisman repitió los experimentos de Schwarz, consiguiendo esta vez que se produjera el marchitamiento de las hojas. Descubrió que la época del año en la que se producía la infección determinaba la sintomatología. Cuando ocurría entre los meses de junio y agosto las hojas se secaban y se observaba la decoloración marrón y la pudrición de las raíces.Buisman entendió entonces que la época propicia de infección coincidía con el momento de nacimiento y dispersión del escarabajo de la corteza del olmo. Se había encontrado al agente causal, el modo de infección y el insecto vector de la enfermedad. Las opciones de control pasaban por acabar con los escarabajos o encontrar árboles resistentes.
La búsqueda de árboles resistentes comenzó de la mano de la Doctora Johanna Went, miembro del Laboratorio WCS. A partir de 1936 lideró un proyecto que tenía como objetivo cruzar variedades de olmo para obtener variedades con cierta resistencia. Tras años de trabajo el proyecto dio sus frutos y como resultado se obtuvieron clones moderadamente resistentes a la enfermedad, que aún a día de hoy son utilizados.
Todos estos avances científicos y muchos que aún estaban por ocurrir en el Laboratorio WCS mientras estuvo ubicado en Baarn,  son el ejemplo del extenso legado que la Doctora Westerdijk dejó a la fitopatología, la micología y la botánica gracias a la escuela que creó en ese laboratorio.